# Scuola di Jena
La Scuola di Jena, nota anche come Circolo di Jena, ha costituito un fenomeno culturale di grandissima importanza per la storia del Romanticismo tedesco.

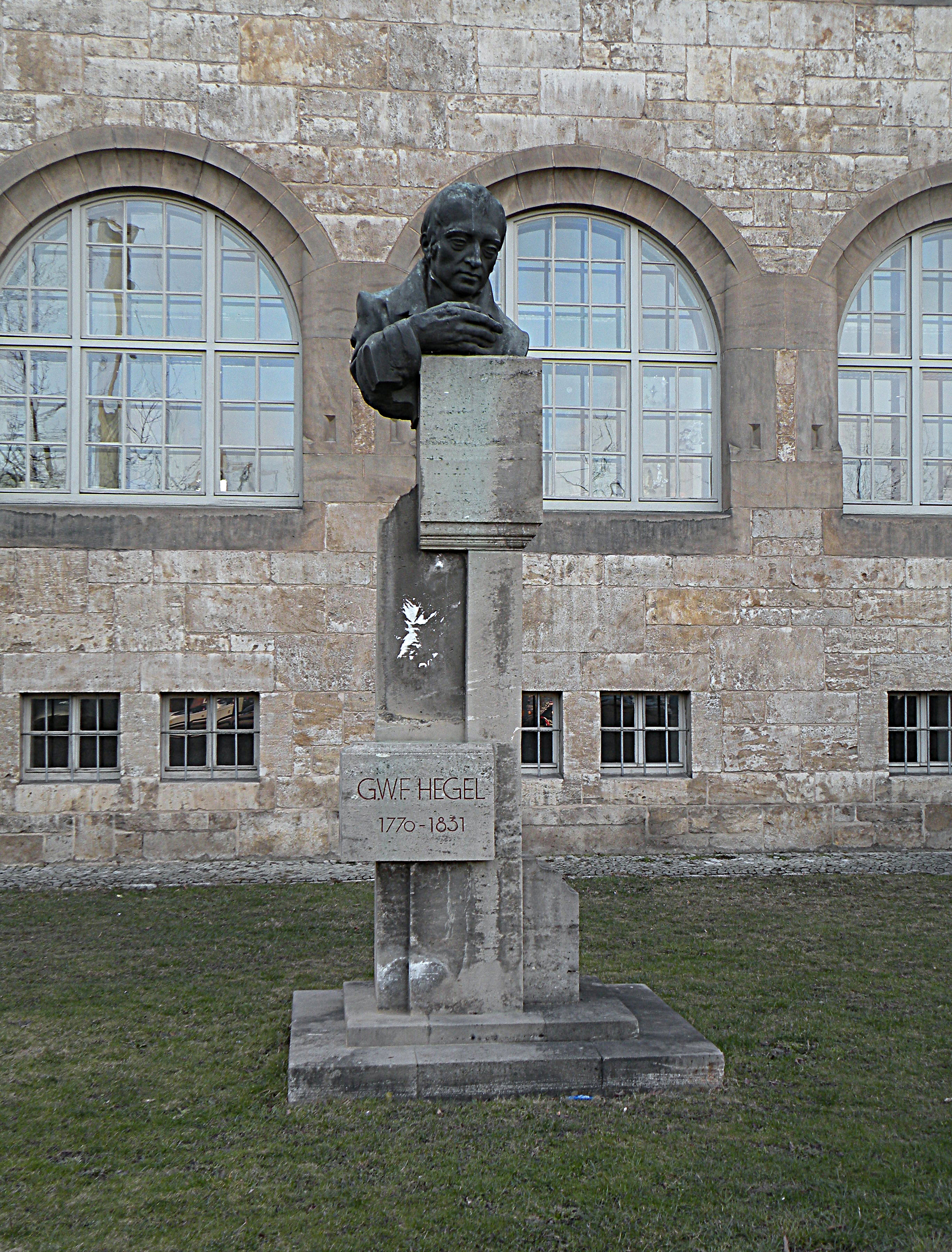
Monumento a Hegel nell'Università di Jena.

## Storia
Come intuibile dal nome, tale Circolo aveva sede nella città tedesca di Jena. La sua importanza fu tale che, in Germania, il "Preromanticismo" (Frühromantik) viene ancora oggi chiamato "Romanticismo di Jena". Si è discusso molto circa la durata dei fermenti culturali qui prodotti, anche se la maggior parte degli studiosi è concorde nel collocarli cronologicamente tra il 1796 e il 1804. La questione tuttavia rimane aperta, poiché alcuni di essi ritengono che questo periodo sia da restringere tra il 1799 e il 1801. Nonostante la sua breve durata, l'influenza del circolo fu senz'altro notevolissima su molti autori tedeschi e sul panorama culturale di tutto il Romanticismo tedesco.

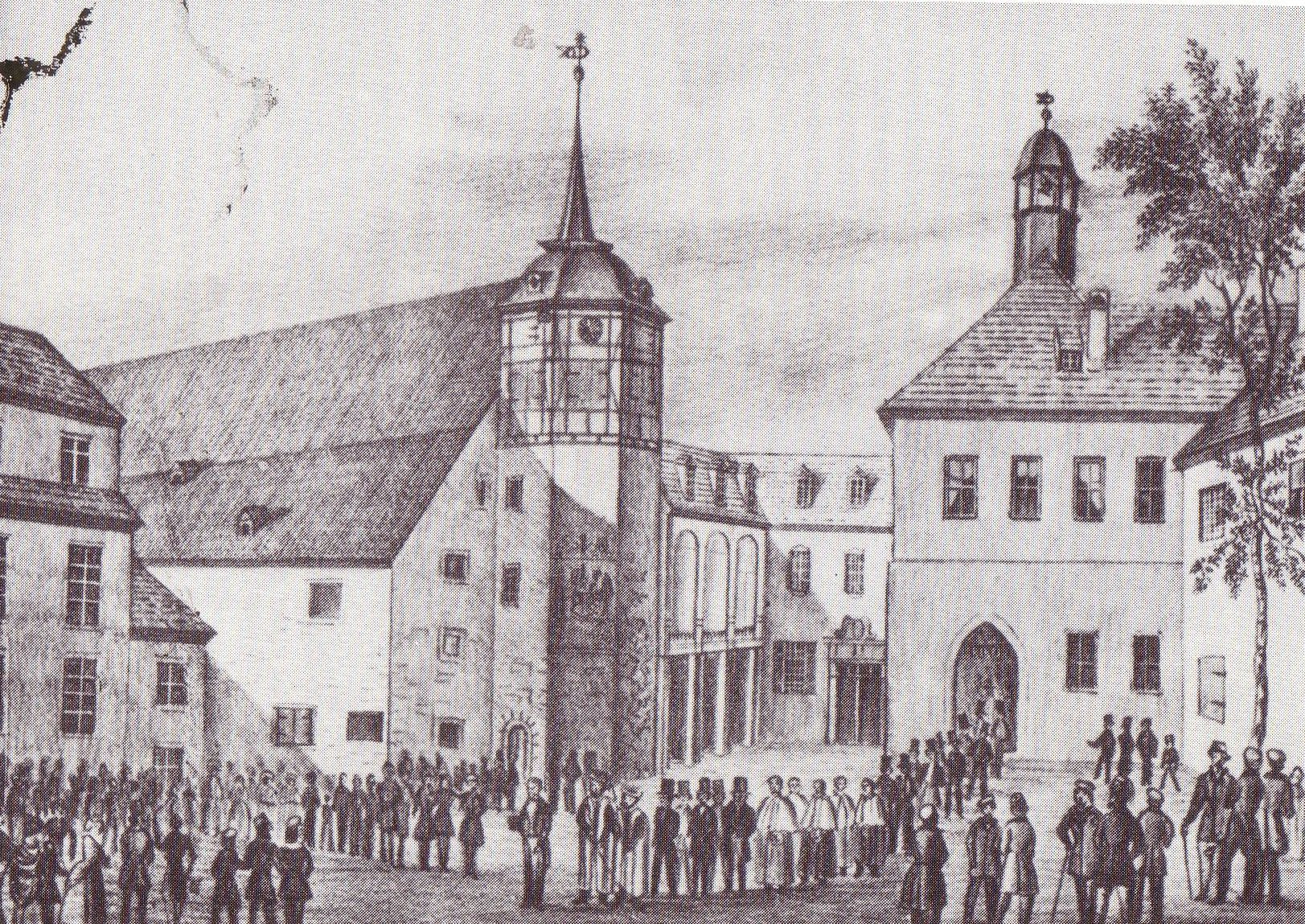
L'Università di Jena in un'incisione ottocentesca.

I protagonisti del Circolo furono personalità di spicco della Germania dell'epoca; qui ricordiamo in particolare Friedrich von Schlegel (1772–1829), teorico della corrente, e il fratello maggiore August Wilhelm von Schlegel (1767–1845). Costoro furono anche autori di una celebre rivista dell'epoca, Athenäum, che ebbe il merito di diffondere le nuove idee romantiche, proponendosi come una sorta di manifesto del Circolo. Tra le altre personalità di spicco del Circolo vanno citati anche Caroline Michaelis (1763–1809), che fu prima moglie di August Wilhelm von Schlegel e poi di Schelling (1775–1854), celebre filosofo romantico. A questi si aggiungono anche due poeti: Novalis (1772–1801), pseudonimo di Friedrich von Hardenberg, e Friedrich Hölderlin (1770–1843).
Fondamentale per il gruppo fu la frequentazione di Fichte, un altro grandissimo filosofo dell'idealismo tedesco, anche se quest'ultimo non può essere considerato membro attivo del gruppo, ma solo un influente personaggio esterno.